# Новый Метафизис
«Новый метафизис» — литературное и общекультурное направление, ориентированное на духовный поиск. Основоположниками этого течения стали в начале 2000-х годов писатели А. Давыдов, А. Иличевский и А. Тавров (см. сайт «Новый Метафизис»). В одноименный сборник произведений десяти авторов, выпущенный издательством «Новое литературное обозрение» в 2012 г. (оформление Игоря Ганиковского), вошли, кроме трех названных, сочинения писателей В. Аристова, Ю. Кокошко, И. Кутика, В. Месяца, К. Поповского, а также композитора В. Гайворонского и художника И. Ганиковского. Во вступлении авторы пишут: «Идея этого сборника вызревала много лет, больше десятилетия. Именно с тех пор, как трое из его будущих участников почувствовали смену культурных эпох и совместную причастность культурному течению, ими названному „новый метафизис“, причем с оговоркой, что он же „старый“, он же „вечный“. За это время по всему миру прокатилась волна „метафизической“ литературы, мгновенно профанированной с большей или меньшей талантливостью… Цель данного сборника — не столь наименовать это явление, сколь обозначить. Авторы сборника — и не литературная группа, и не дружеская компания. Это писатели очень разной и творческой, и личной судьбы. Однако всех объединяет сходное понимание цели, значенья и смысла литературы, направление и уровень творческого поиска. В сборник вошли сочинения, в большинстве ранее не публиковавшиеся; их предваряют прямые или косвенные высказывания авторов о „метафизическом“ направлении в современной культуре».